# Домбаровский
Домба́ровский — посёлок в Оренбургской области России. Административный центр Домбаровского района (с 17 января 1941 года) и Домбаровского поссовета. Ж/д-станция Профинтерн.

## История
Началом образования посёлка Домбаровский послужило открытие здесь залежей каменного угля в 1930-е годы.
Основан в 1939 году при Домбаровском угольном бассейне и уже 19 сентября 1939 получил статус рабочего посёлка.
Вначале его назвали по имени строительного треста — Шахтстрой и лишь позже стали именовать Домбаровским - по находившемуся в 18 км отсюда селу Домбаровке. Указ Президиума Верховного Совета РСФСР от 19 сентября 1939 года отнёс к категории рабочих поселков населённый пункт при Домбаршахтстрое (так официально был зарегистрирован рабочий поселок Домбаровский). 17 января 1941 года посёлок стал центром Домбаровского района.
Одновременно со строительством шахт велось строительство железнодорожной ветки от города Орска. Рядом с построенной железнодорожной станцией Профинтерн возвели приëмный пункт. В посёлке продолжались строительные работы: появились 6 шахт, 2 шурфа, и началась добыча угля. Время строительства шахт совпало с ходом военных действий в Европе.
Трудные испытания выпали на долю жителей Домбаровского в годы Великой Отечественной войны: выдавали на-гора уголь, обеспечивали фронт мясом, зерном, тёплой одеждой. Домбаровцы делились пищей и кровом с беженцами и эвакуированными семьями. Более 6000 домбаровцев ушли на фронт, почти каждый четвёртый погиб, защищая свободу и независимость Родины. Обелиск в центре посёлка Домбаровского увековечил на века имена и фамилии тех, кто погиб, защищая Отечество в годы войны.
В период освоения целины посёлок Домбаровский стал перевалочным пунктом, который принимал грузы для первоцелинников не только Домбаровского, но и Адамовского районов, для большинства вновь организованных совхозов Северного Казахстана. Здесь базировалось множество экспедиций различных совхозов.
В 1953 году посёлок получил новый толчок к развитию в связи со строительством военного аэродрома, а целина дала новый толчок к развитию посёлка и в целом района.
В 1997 году в посёлке было образовано отделение пограничной службы.

## Население
| 1989 | 2002  | 2010  | 2021  |
| ---- | ----- | ----- | ----- |
| 9419 | ↗9609 | ↘8614 | ↘7144 |

Национальный состав
По данным переписи населения 1939 года из 2 080 человек: украинцы — 67,3 % или 1 400 чел., казахи — 15,9 % или 330 чел., русские — 11,9 % или 248 чел.

## Климат
Климат континентальный, засушливый.
| Показатель              | Янв.  | Фев.  | Март | Апр. | Май  | Июнь | Июль | Авг. | Сен. | Окт. | Нояб. | Дек.  | Год |
| ----------------------- | ----- | ----- | ---- | ---- | ---- | ---- | ---- | ---- | ---- | ---- | ----- | ----- | --- |
| Средняя температура, °C | −13,9 | −13,7 | −7,2 | 5,7  | 14,2 | 20,3 | 21,6 | 20,0 | 13,4 | 5,1  | −4,5  | −11,5 | 4,1 |
| Норма осадков, мм       | 23    | 19    | 24   | 24   | 39   | 33   | 45   | 29   | 20   | 26   | 26    | 26    | 334 |
| Источник: .             |       |       |      |      |      |      |      |      |      |      |       |       |     |

## Экономика
В посёлке расположены: завод «Уралстальконструкция», типография, лесхоз.
Недалеко от посёлка находится полигон РВСН «Ясный», используемый в том числе для космических пусков. Севернее посёлка находится заброшенный военный аэродром.

## Транспорт
В черте посёлка расположена железнодорожная станция (Профинтерн), в 90 км к юго-востоку от города Орска.